# NGC 7071
NGC 7071 — группа звёзд в созвездии Лебедь.
Этот объект входит в число перечисленных в оригинальной редакции «Нового общего каталога».